# Otus beccarii
Otus beccarii (лат.) — вид птиц рода совок семейства совиных. Подвидов не выделяют.

## Описание
Представители данного вида достигают в длину около 23 сантиметров. Темная морфа почти везде имеет черноватые и белые полосы, особенно густые на сверху. Низ коричневый. Красная морфа обычно желтоватая и красновато-коричневая. Глаза желтые, клюв темно-желтоватый.

## Рацион
Рацион состоит в основном из насекомых и пауков, изредка добычей становятся мелкие позвоночные.

## Ареал
Данный вид является эндемиком острова Биак. 